# Armand Swartenbroeks

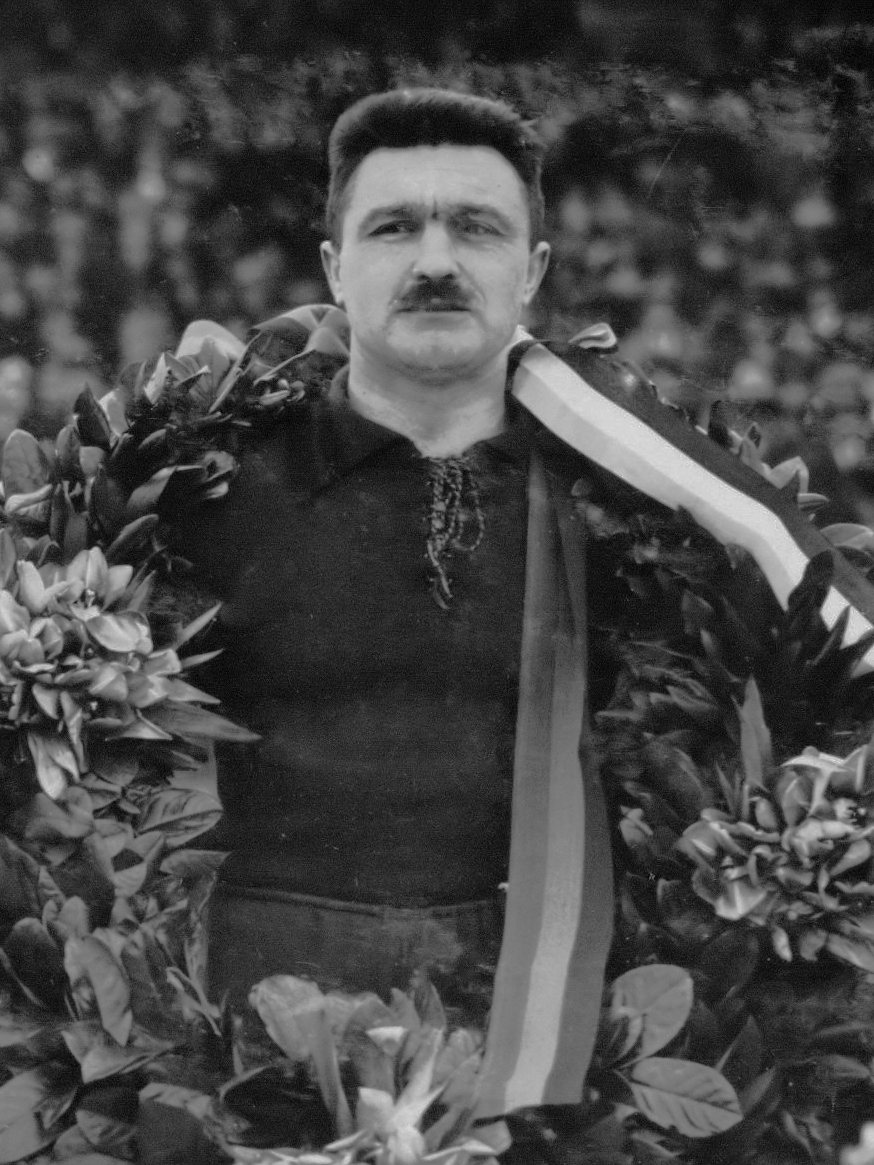
Armand Swartenbroeks, gehuldigd voor het spelen van zijn vijftigste interland (1928)

Armand Joseph Antoine Alexis Swartenbroeks (Laken, 30 juni 1892 – Koekelberg, 3 oktober 1980) was een Belgisch voetballer die speelde als verdediger. Hij speelde in de Eerste klasse bij Daring Club Brussel en voetbalde 53 wedstrijden voor het Belgisch voetbalelftal. Na zijn voetballoopbaan was Swartenbroeks eveneens burgemeester van Koekelberg.

## Voetbalcarrière
Swartenbroeks debuteerde in 1911 in het eerste elftal van Daring Club Brussel, die in Eerste klasse aantraden, en veroverde meteen een vaste plaats in de ploeg. Met de ploeg werd hij kampioen in 1912 en 1914 totdat de Eerste Wereldoorlog uitbrak. Na de hervatting van de competitie werd de ploeg nogmaals kampioen in 1921. Swartenbroeks speelde voor de ploeg tot in 1930 en in de 295 wedstrijden die hij in deze periode speelde, scoorde hij 28 doelpunten.
In 1913 werd Swartenbroeks voor de eerste maal geselecteerd voor het Belgisch voetbalelftal. Tussen 1913 en 1928 speelde hij 53 interlands, een Belgisch record dat pas 10 jaar later door Bernard Voorhoof verbroken werd. Swartenbroeks was in 37 wedstrijden de aanvoerder van het Belgisch elftal. Met de nationale ploeg werd hij olympisch kampioen op de Olympische Zomerspelen 1920 te Antwerpen. Ook op de Olympische Zomerspelen 1924 te Parijs speelde hij mee.

## Lid van verdienste van de Nederlandse voetbalbond
Swartenbroeks werd in 1928 lid van verdienste van de Koninklijke Nederlandse Voetbalbond omdat hij in de B-interland tussen België en Nederland in Antwerpen een onterecht toegekende strafschop met opzet naast het doel trapte. De scheidsrechter had een duw van de Nederlandse doelman Jan de Boer tegen de Belgische aanvaller Jan Diddens bestraft maar hij had niet opgemerkt dat Diddens voorafgaandelijk aan het shirt van De Boer getrokken had. Swartenbroeks was de eerste buitenlandse voetballer die deze hoge onderscheiding mocht ontvangen.

## Na het voetbal
In 1930 stopte Swartenbroeks met voetballen en wijdde hij zich volledig aan zijn loopbaan als arts waarmee hij reeds tijdens zijn voetbalcarrière begonnen was. Hij was eveneens politiek actief voor de gemeentelijke liberale partij (PLP). Hij was arts van beroep en o.m. adviseur sociale zaken. Hij adviseerde erkenning van een handicap en arbeidsongeschiktheid. Zijn adviezen werden vaak gecontesteerd...
In de jaren ’50 werd hij, onder burgemeester Oscar Bossaert, schepen van onderwijs. De inplanting van de ARK (Athenée Royal de Koekelberg) in de Sint-Agatha-Berchemselaan en de Omer Lepreuxstraat is een van zijn realisaties.
In 1956 volgde Swartenbroeks Oscar Bossaert op als burgemeester van Koekelberg, een functie die hij uitoefende tot in 1971. Bij de gemeenteraadsverkiezingen van 1964 haalden de liberalen, onder zijn leiding, een absolute meerderheid.Na zijn dood werd er een school naar hem vernoemd.

## Palmares

### Club

#### Daring Club de Bruxelles[2]
- Eerste Klasse: 1911-12, 1913-14, 1920-21

### Internationaal

#### België
- Olympische Spelen: 1920 (goud)[3]

### Individueel
- Voormalig Belgisch recordinternational: 1928-1938 (50 caps)[4]